# Asian Tour
El Asian Tour es el principal tour de golf profesional masculino en Asia con excepción de Japón, que tiene su propio Tour. Sus torneos cuentan para la clasificación del Ranking Mundial de Golf.
El Asian Tour se administra desde Singapur, donde participan una gran mayoría de golfistas profesionales. El presidente de la junta es el empresario indonesio Jimmy Masrin.

## Historia
El PGA asiático se formó en julio de 1994 en una reunión en Hong Kong a la que asistieron representantes del PGA de ocho países. La primera temporada del que fue el Omega Tour de la PGA, como se le conocía por motivos de patrocinio, se jugó en 1995 y en pocos años suplantó al circuito existente en la región, el Circuito de Golf de Asia. En 1998, el Asian Tour se convirtió en el sexto miembro de la Federación Internacional de PGA Tours. Bajo un nuevo acuerdo de patrocinio, entre 1999 y 2003 la gira se conoció como la gira Davidoff, antes de adoptar su nombre actual en 2004.
En 2002, la gira trasladó su sede de Hong Kong a Malasia y en 2004 la gira fue asumida por una nueva organización establecida por los jugadores, que habían estado en disputa con la dirección anterior. En 2007, se trasladó a la nueva sede en la isla turística de Sentosa en Singapur, que también es la sede de lo que en ese momento era el torneo con mejores premios de la gira, el  Abierto de Singapur.
En 2009 se estableció una gira rival, la OneAsia Tour. Las relaciones entre las dos giras son hostiles.
En 2010, el Asian Tour lanzó el Asian Development Tour (ADT) como un circuito de desarrollo. Se jugaron cinco eventos el primer año. Para 2015, la gira se había expandido a 28 torneos con 2,2 millones de dólares en premios.

## Jugadores
La mayoría de los jugadores líderes del tour son asiáticos, pero también participan jugadores de otras partes del mundo (a partir de 2007, el país con más representantes en el tour fue Australia).
En 2006, el Asian Tour se convirtió en el tour masculino más prestigioso en el que una mujer pasó el corte intermedio, cuando Michelle Wie lo hizo en el SK Telecom Open en Corea del Sur.
Entre las formas de obtener una tarjeta del Asian Tour está estar entre los 35 primeros (incluidos los empates) en la clasificatoria del Tour, terminar entre los 5 primeros de la Orden de Mérito del Asian Development Tour y ubicarse entre los 60 primeros de la Orden del Mérito de la temporada anterior. El ganador de la Orden de Mérito del Tour Asiático también recibe una invitación al Abierto Británico de Golf, uno de los cuatro torneos majors del golf mundial.

## Ganadores de la Orden de Mérito
| Año  | Campeón              |
| ---- | -------------------- |
| 2019 | Jazz Janewattananond |
| 2018 | Shubhankar Sharma    |
| 2017 | Gavin Green          |
| 2016 | Scott Hend           |
| 2015 | Anirban Lahiri       |
| 2014 | David Lipsky         |
| 2013 | Kiradech Aphibarnrat |
| 2012 | Thaworn Wiratchant   |
| 2011 | Juvic Pagunsan       |
| 2010 | Seungyul Noh         |
| 2009 | Thongchai Jaidee     |
| 2008 | Jeev Milkha Singh    |
| 2007 | Liang Wen-chong      |
| 2006 | Jeev Milkha Singh    |
| 2005 | Thaworn Wiratchant   |
| 2004 | Thongchai Jaidee     |